# Пярт Уусберґ
Пярт Уусберґ (ест. Pärt Uusberg; *16 грудня 1986) — естонський актор, композитор та диригент. Він зіграв Йозепа у фільмі «Клас». Його брат Уку Уусберґ також актор. Його батько Валтер Уусберґ — режисер анімаційних стрічок.

## Вибрана фільмографія
- Risttuules (2014)
- Oleg (2010)
- Klass (2007)